# The Simpsons Guy
《The Simpsons Guy》是卡通《蓋酷家庭》第十三季第1集的名稱。此集是45分鐘長的《辛普森一家》的跨界作品。講述格里芬一家的車在春田镇郊外被偷竊後，暫時居留於辛普森家所發生的事情。

## 劇情
彼得覺得淘氣阿丹四格漫畫無趣，於是他自己畫漫畫。雖然他的作品當紅盛行，但被女性網友上批評，他在《喬伊絲·金尼秀》節目上說明，結果反而變得更糟。面對一群婦女暴徒在他們房子四周，全家人決定開車逃跑直到平息之前。
行駛整天整夜之後，休息時車子停在加油站，當時他們都在加油站裡，但車子被偷了，於是困留在春田镇郊外。正當彼得要找到警察局的途中，他們休息在Kwik-E-Mart吃點東西，巧遇到霍默·辛普森，他介紹自己後請格里芬一家一些阿普·纳哈萨皮马佩蒂隆的甜甜圈。在春田市警察局，彼得和荷馬要舉報盜竊時，被克兰西·维古姆拒絕，因為他們並沒有對警察有幫助。
辛普森家收留格里芬一家直到事情解決之前。巴特·辛普森秀出他的藏寶(僅有彈弓)給史杜伊·格里芬和布赖恩·格里芬，並教他們惡作劇。與此同時莉萨·辛普森介紹她的房間給梅格·格里芬。彼得與荷馬正找車。克里斯·格里芬與布萊恩帶辛普森的狗圣诞老人小助手散步，布萊恩教牠獨立，一解開鎖鏈就逃跑，他們跟隨在後，直到在用狗肉的庫斯提漢堡店不僅弄丟牠還有一群狗。霸子教史杜伊玩滑板，但隨後被納爾遜·芒茨欺負，引起史杜伊報復。
正當荷馬和彼得找車，但不是這麼順利。麗莎找出一些梅格擅長的事情。一開始麗莎教梅格薩克斯風，梅格開始並不是順利，但經麗莎的引導才成功，但麗莎嫉妒她。同時，尼爾森醒來發現自己被史杜伊綁架並殘忍折磨。玛琦·辛普森和路易絲·格里芬去看《衝浪季節2》後，玛琦注意到聖誕老人小助手失蹤了，克里斯和布萊恩假裝牠在。要回去自家搜索車子的下落時，汉斯·莫尔曼駕駛彼得的車，彼得不小心輾過。之後慶祝在老莫酒吧，彼得介紹荷馬波塔基特愛國者(Pawtucket Patriot)。荷馬說味道像達夫啤酒。莫撕掉標籤，實際上真的是達夫啤酒，所以藍髮律師提告專利侵權。
在春田镇法院，彼得被迫辯護啤酒廠拯救奎霍格。弗萊德·弗林史東接下這案，兩個節目中類似角色彼此互動: 伦尼·伦纳德與格倫·奎麥爾 (幕後指出並非相像)，非裔美國人卡尔·卡尔森與克利夫蘭·布朗，兩個詹姆斯·伍兹，猶太人小丑库斯提與莫特·戈德曼，同性戀人韦伦·史密瑟斯與布魯斯，亞當·維斯特與乔·昆比。弗雷德發現波塔基特愛國者啤酒和達夫啤酒是模仿他自己最喜歡的百威啤酒。家人準備離開並回到奎霍格，彼得面臨失業的危機。布萊恩說把聖誕老人的小助手弄丟。梅格秀給麗莎看割有麗莎名字的手臂，這樣她才會記得，卻引麗莎厭惡。麗莎給梅格薩克斯風，但被彼得丟掉，並說他們沒有足夠空間用更多的行李箱。正如他們所說的自己告別，史杜伊指出，他報復所有巴特的敵人有納爾遜，西摩·斯金纳、雜耍家鮑伯、金寶·瓊斯和阿普。巴特認為史杜伊的暴力方式有病態。
正當荷馬黯然看著格里芬離開，著眼於法院判決的頭條，他向格里芬解釋。彼得憤怒回反應，就開始打起來，春田市直到春田市核電站。荷馬向彼得丟艾美獎獎杯，把工廠撞毀，不慎落入反應堆，而核能給他們超能力繼續戰鬥。撞毀康和科多斯飛船和羅傑，他們失去力量，最後戰鬥，直到飛船擊碎荷馬。荷馬看到彼得坐在一塊岩石上，兩人尊重並欣賞對方。漫画男說，這是最糟糕。無謂的戰爭。永遠。
回家後，他們發現事情波塔基特愛國者啤酒廠安全。史杜伊假裝自己是巴特去他房間，寫我不會去想巴特了。最後一幕格雷西電影標誌當彼得唱配音樂說演完了。

## 外部連結
- 互联网电影数据库上The Simpsons Guy的资料（英文）